# Заславский, Марк Николаевич
Марк Николаевич Заславский (24 апреля 1915 — 23 мая 1986, Переславль-Залесский) — советский почвовед, кандидат геолого-минералогических наук.

## Биография
Окончил почвенно-географический факультет МГУ (1939). По завершении образования работал в системе Главного управления шоссейных дорог НКВД СССР, занимаясь прокладкой дорог на Дальнем Востоке, а позднее — на Украине.
Изучал проблемы эрозии почв, инициатор выделения особой почвоведческой дисциплины — эрозиоведения. С 1948 года работал в Молдавии, с 1961 года заведовал отделом эрозии почв Молдавского института почвоведения и агрохимии имени Николае Димо. С 1968 года — заведующий отделом борьбы с эрозией почв в Государственном институте земельных ресурсов (Московская область), с 1971 года — проблемной лабораторией эрозии почв на географическом факультете МГУ.

## Труды

### Монографии
- Заславский М. Н. Агротехнические мероприятия по борьбе с эрозией почв в Молдавии / М. Н. Заславский, канд. геол.-минерал. наук; Молд. филиал Акад. наук СССР. Ин-т почвоведения, агрохимии и мелиорации. — Кишинёв: Молдавгиз, 1954. — 68 с. — 3000 экз.
- Руководство по борьбе с эрозией почв / Авт. глав: М. Н. Заславский, Г. Д. Гуцол, А. Т. Фостиков и др.; Под ред. М. Н. Заславского. — Кишинёв: Картя молдовеняскэ, 1964. — 337 с. — 1000 экз.
  - Руководство по борьбе с эрозией почв / В. Д. Аргирий, Г. Д. Гуцол, А. Т. Фостиков и др.; Под ред. М. Н. Заславского. — 2-е изд., перераб. и доп. — Кишинёв: Картя молдовеняскэ, 1970. — 304 с. — 1000 экз.
- Заславский М. Н. Эрозия почв и земледелие на склонах / М-во сел. хозяйства МССР. Молдав. науч.-исслед. ин-т почвоведения и агрохимии им. Н. А. Димо. — Кишинёв: Картя молдовеняскэ, 1966. — 494 с.
- Заславский М. Н. Эрозия почв. — М.: Мысль, 1979. — 248 с.
- Заславский М. Н., Каштанов А. Л. Почвозащитное земледелие. — М.: Россельхозиздат, 1979. — 208 с.
- Каштанов А. Н., Заславский М. Н. Почвоводоохранное земледелие. — М.: Россельхозиздат, 1984. — 464, [32] с. — (РСФСР. Продовольственная программа).
- Заславский М. Н. Почвоводоохранное земледелие. — 2-е изд., доп. — М., 1987.

### Книги
- Заславский М. Н. Ландшафтные экспозиции музеев мира. — Л.: Наука. Ленингр. отд-ние, 1979. — 212, [4] с.
- Заславский М. Н. Эрозиоведение: Учеб. для геогр. и почв. спец. вузов. — М.: Высшая школа, 1983. — 320 с. — (Высшее образование).
- Заславский М. Н. Эрозиоведение: Основы противоэрозионного земледелия. — 2-е изд. — М.: Высшая школа, 1987. — 376 с.